# Иоанн (Павлихин)
Архиепи́скоп Иоа́нн (в миру Алекса́ндр Влади́мирович Павли́хин; род. 30 августа 1974, Москва) — епископ Русской православной церкви, архиепископ Магаданский и Синегорский (с 2011).

## Биография
Родился 30 августа 1974 года в семье педагогов. Крещён в младенческом возрасте. С детства и до поступления в Московскую духовную семинарию был прихожанином храма Воскресения Словущего, что в Брюсовом переулке города Москвы.
Перед поступлением в семинарию был послушником у митрополита Волоколамского и Юрьевского Питирима (Нечаева), который «научил любить духовную литературу, церковное искусство, саму Церковь в глубоком смысле этого слова. Он давал послушания, которые можно было выполнить с большим трудом, заставляя мыслить, понимать церковное искусство, осознавать, что значит для верующего человека жить по заповедям Божиим. В 16 лет по его благословению я руководил реставрационными работами в Иосифо-Волоцком монастыре, управлял небольшим монастырским хором».
В 1991 году окончил среднюю школу в Москве и том же году поступил в Московскую духовную семинарию.
В годы учёбы в МДС нёс певческое послушание в хоре МДАиС и регентское послушание в московском храме Зачатия праведной Анны, что в Углу, в Зарядье.
В 1993 году окончил семинарию, и в 1994 году поступил в Московскую духовную академию.
31 марта 1995 года в Троицком соборе Троице-Сергиевой лавры ректором Московских духовных школ епископом Дмитровским Филаретом (Карагодиным) пострижен в монашество с именем Иоанн в честь преподобного Иоанна Лествичника.
18 апреля 1995 года в Покровском академическом храме Троице-Сергиевой лавры епископом Верейским Евгением (Решетниковым) рукоположён во иеродиакона.
Учась в МДА, нёс послушание в Церковно-археологическом кабинете при МДАиС.
В 1998 году окончил МДА, защитив кандидатскую диссертацию на кафедре церковной археологии по теме «Традиции церковного шитья на Руси», после чего до 2001 года служил в храмах Москвы.
25 февраля 2001 года принят в Ровенскую епархию и назначен штатным клириком Воскресенского кафедрального собора города Ровно.
31 марта 2001 года в Воскресенском кафедральном соборе города Ровно архиепископом Ровенским и Острожским Варфоломеем (Ващуком) рукоположён во иеромонаха, после чего служил штатным священником Воскресенского кафедрального собора города Ровно.
15 апреля 2001 года архиепископом Ровенским и Острожским Варфоломеем возведён в сан игумена.
11 мая 2003 года, в неделю жён-мироносиц, архиепископом Ровенским Варфоломеем возведён в сан архимандрита.
15 января 2004 года почислен за штат с правом перехода в Костромскую епархию, согласно поданному прошению.
13 мая 2004 года Указом патриарха Московского и всея Руси Алексия II назначен наместником Свято-Троицкого Ипатьевского монастыря Костромы.
15 августа 2004 года назначен директором Церковного историко-археологического музея Костромской епархии. Именно при содействии архимандрита Иоанна монастырь привлек к реставрации хранящихся в нём произведений древнерусского искусства специалистов реставрационного центра им. Грабаря.
В июне 2011 году окончил двухлетний курс повышения квалификации в Общецерковной аспирантуре и докторантуре.

### Архиерейство
5 октября 2011 года решением Священного Синода избран епископом Магаданским и Синегорским.
7 октября 2011 года патриархом Кириллом в Тронном зале Патриарших покоев Троице-Сергиевой лавры наречен во епископа Магаданского. 12 октября 2011 года в храме святого Александра Невского в Балтийске хиротонисан во епископа; хиротонию совершили: патриарх Кирилл, митрополит Саранский и Мордовский Варсонофий (Судаков), митрополит Красноярский и Ачинский Пантелеимон (Кутовой), митрополит Ростовский и Новочеркасский Меркурий (Иванов), архиепископ Виленский и Литовский Иннокентий (Васильев), епископ Балтийский Серафим (Мелконян), епископ Солнечногорский Сергий (Чашин).
1 февраля 2016 года в московском Храме Христа Спасителя возведён патриархом Кириллом в сан архиепископа.
16 апреля 2016 года решением Священного Синода включён в состав делегации Русской православной церкви для участия в Всеправославном Соборе в 2016 году на греческом острове Крите, однако 13 июня того же года Русская православная церковь отказалась от участия в соборе.

## Публикации
статьи
- Памятники древнерусского шитья в собрании Церковно-археологического кабинета Московской Духовной Академии // Древнерусское искусство: исследования и реставрация. Сборник научных трудов. — М., 2001. — С. 212—214.
- «Ипатьевский монастырь и преодоление Великой смуты» // «Церковный вестник». — № 21 (346). — ноябрь 2006
- Слово архимандрита Иоанна (Павлихина) при наречении во епископа Магаданского и Синегорского // Журнал Московской Патриархии. 2011. — № 12. — С. 32-33.
- Проблемы организации реставрационных работ в православном монастыре в 1830-1850-х гг. (по материалам Костромского Ипатьевского монастыря) // Вестник Православного Свято-Тихоновского гуманитарного университета. Серия 5: Вопросы истории и теории христианского искусства. — 2011. — № 3 (6). — С. 71—84.
- «Сокровища Костромы». — Верхов С. И. ИП, 2013. — 264 с. — ISBN 978-5-905904-05-9.

интервью
- В Ипатьевском монастыре «На месте сгоревшего храма и на всей территории нового городка мы планируем разбить монастырский сад…» О возрождении монашеской жизни в древнем Ипатьевском монастыре, откуда род Романовых был призван на царство // «Вера»-«Эском», Христианская газета Севера России сентябрь`04, 2-й вып. № 474
- Возвращение святого Ипатия // «Русская линия», 16.11.2007
- «Воцерковить людей, приходящих в Церковную ограду» — архимандрит Иоанн (Павлихин) // religare.ru, 27 марта 2009
- «Церковь способна сохранять памятники искусства ничуть не хуже современных музеев» // интерфакс-религия, 10 марта 2010 года
- Владыка Иоанн: Магаданские люди меня восхитили… : [интервью с архиепископом Магаданском и Синегорским Иоанном / взял В. Сидоров] // Вечерний Магадан. — 2011. — 17 нояб. (№ 46). — С. 5
- Колымская нить Иоанна: интервью с Иоанном (Павлихиным), епископом Магаданским и Синегорским / взял Холоимов В. // Магаданская правда. — 2011. — 9 дек. (№ 146). — С. 6

## Награды
- медаль великомученика Феодора Стратилата (2004);
- орден преподобного Серафима Саровского III степени (2005)
- орден преподобных Антония и Феодосия Печерских II степени УПЦ (2013)[11]